# Владислав Ковальський (футболіст)
Владислав Ковальський (пол. Władysław Kowalski, 17 квітня 1897, Краків, Польща — 21 вересня 1939, Ходорів, Польща) — польський футболіст, нападник.

## Біографія
Під час Першої світової війни служив у Польському легіоні, військовому з'єднанні в складі австро-угорської армії. Після закінчення війни і поновлення польської держави працював бухгалтером, керівником канцелярії факультету права Ягеллонського університету.
На футбольних полях захищав кольори команд «Вісла» (Краків) і «Легія» (Варшава). З краківським клубом двічі здобував перемоги у чемпіонатах Польщі, значним був внесок 1928 року — 11 ігор, 9 голів. Автор одного з забитих м'ячів у фіналі першого розіграшу національного кубка. У складі національної збірної провів чотири матчі, відзначився двома забитими м'ячами (обидва у ворота команди Естонії).
Загинув у боях проти Червоної Армії біля міста Ходорів.

## Досягнення
- Чемпіон Польщі (2): 1927, 1928
- Володар кубка (1): 1926

## Статистика
Статистика виступів у збірній Польщі:
1. 23.09.1923 — Фінляндія — 3:5
2. 25.09.1923 — Естонія — 4:1 ( 38', 65')
3. 10.06.1924 — США — 2:3
4. 29.06.1924 — Туреччина — 2:0